# Mexicoa
Mexicoa é um género botânico pertencente à família das orquídeas (Orchidaceae).